# زنان در هائیتی
زنان در هائیتی دارای حقوق قانون اساسی برابر با مردان در زمینه‌های اقتصادی، سیاسی، فرهنگی و اجتماعی، همچنین در خانواده هستند.
با این حال، واقعیت در هائیتی بسیار دور از قانون است: «ویژگی‌های سیاسی، اقتصادی و اجتماعی هائیتی به‌طور منفی بر بیشتر هائیتی‌ها تأثیر می‌گذارد، اما زنان هائیتی با موانع بیشتری برای برخورداری کامل از حقوق اولیه خود مواجه هستند به دلیل باورهای اجتماعی غالب که آن‌ها را پایین‌تر از مردان می‌دانند و یک الگوی تاریخی از تبعیض و خشونت علیه آن‌ها بر اساس جنسیت‌شان. تبعیض علیه زنان یک ویژگی ساختاری در جامعه و فرهنگ هائیتی است که در تمام طول تاریخ خود، هم در زمان‌های صلح و هم در ناآرامی، باقی مانده است.»

## زنان و جامعه
برخی از دانشمندان هائیتی استدلال می‌کنند که زنان دهقان هائیتی از لحاظ اجتماعی اغلب کمتر از زنان در جوامع غربی یا حتی در مقایسه با زنان نخبه‌تر و غربی‌تر شده هائیتی محدود می‌شوند.
در مقایسه با همتایانشان در آمریکای لاتین، مشارکت زنان هائیتی در کشاورزی، تجارت و صنعت بالا بوده است. در طول اشغال هائیتی توسط آمریکا (۱۹۱۵–۱۹۳۴) زنان دهقان به‌طور فعال در جنگ چریکی و جمع‌آوری اطلاعات ضد آمریکایی برای آزاد کردن کشور شرکت داشتند. به دلیل مشارکت‌شان در تجارت، زنان دهقان هائیتی منابع مستقلی از شرکای خود جمع‌آوری کرده‌اند، در تضاد با زنان نخبه‌تر و غربی‌تر شده هائیتی.

## نمایندگی سیاسی

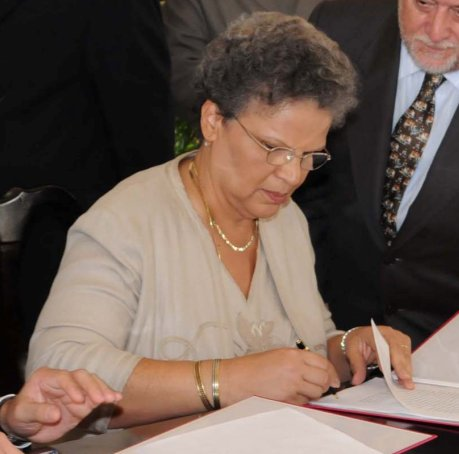
میشل پیر-لوئیس، نخست‌وزیر سابق که به عنوان یک حامی پرشور حقوق زنان در هائیتی شناخته می‌شود

دولت هائیتی دارای وزارت امور زنان است، اما همچنین منابع لازم برای رسیدگی به مسائلی مانند خشونت علیه زنان و آزار و اذیت در محل کار را ندارد. تعدادی از شخصیت‌های سیاسی مانند میشل پیر-لوئیس، دومین نخست‌وزیر زن هائیتی، یک برنامه مصمم برای مبارزه با نابرابری‌ها و آزار و اذیت زنان اتخاذ کرده‌اند. موقعیت او به عنوان نخست‌وزیر تأثیر مثبتی بر رهبری سیاسی زنان در کشوری داشته است که درصد زنان در دولت در سطح وزارتی در سال ۲۰۰۵، ۲۵٪ بود.

## تاریخچه جنبش زنان هائیتی
زنان از زمان مبارزه برای استقلال در جنبش‌های اجتماعی هائیتی شرکت داشته‌اند.یک جنبش زنان در هائیتی در دهه ۱۹۳۰ در طول یک بحران اقتصادی ظهور کرد که تصور می‌شود برخی از زنان طبقه متوسط هائیتی را مجبور به کار در خارج از خانه برای اولین بار کرد، برخلاف زنان دهقان که همیشه این کار را انجام داده بودند. این همچنین زمانی بود که زنان نخبه‌تری شروع به پیگیری تحصیلات بعد از دبیرستان کردند و دانشگاه دولتی هائیتی درهای خود را به روی زنان باز کرد. اولین زن هائیتی که آموزش متوسطه دریافت کرد در این دوره در سال ۱۹۳۳ فارغ‌التحصیل شد.
یکی از اولین سازمان‌های فمینیستی تأسیس‌شده در هائیتی، «لیگ فمینیستی برای اقدام اجتماعی» نام داشت و در سال ۱۹۳۴ ایجاد شد. اعضای اولیه آن عمدتاً از نخبه‌ها شامل می‌شدند: مادلین سیلواین، آلیس گاروت، فرنانده بلگارد، ترز هودیکورت، آلیس ماتون، ماری-ترز کولیمن، لئونی کویکو مادو، ماری-ترز پواتوین. لیگ دو ماه پس از تأسیسش توسط دولت ممنوع شد. این لیگ وقتی دوباره تأسیس شد که پذیرفت اهداف خود را مطالعه کند به جای اجرای فوری آن‌ها. این لیگ به اعطای حقوق رای به زنان در سال ۱۹۵۷ نسبت داده می‌شود.
در سال ۱۹۵۰، نویسنده و فمینیست پالت پوژول-اوریول به لیگ پیوست. او بعدها از سال ۱۹۹۷ تا زمان مرگش در ۱۱ مارس ۲۰۱۱ به عنوان رئیس لیگ خدمت کرد. او همچنین یکی از بنیان‌گذاران اتحاد زنان هائیتی بود، یک سازمان چتری برای بیش از ۵۰ گروه زنان.
تعدادی از زنان به مناصب رهبری دولتی تحت حکومت فرانسوا دووالیه منصوب شدند: روزالی آدولف (که به نام مادام ماکس آدولف نیز شناخته می‌شود) به عنوان رئیس پلیس مخفی داوطلبان امنیت ملی، که به عنوان تونتون مکوت نیز شناخته می‌شود، منصوب شد، در حالی که لیدیا او. جنتی در سال ۱۹۵۷ به عنوان معاون وزیر کار منصوب شد و لوسین هورتلو، بیوه رئیس‌جمهور سابق دوماسیس استیمه، اولین سفیر زن هائیتی شد. ماری-دنیس دووالیه در سال ۱۹۷۱ تقریباً جانشین پدرش شد.